# Antônio, 13.º príncipe de Ligne
Antônio Maria Joaquim Lamoral (em francês: Antoine Marie Joachim Lamoral; Bruxelas, 8 de março de 1925 – Beloeil, 21 de agosto de 2005), foi um príncipe belga, 13º Príncipe de Ligne, filho de Eugênio II, 11º príncipe de Ligne, e de sua esposa, a princesa Filipina de Noailles.

## Biografia
Antônio de Ligne era o segundo filho e o caçula de quatro filhos de Eugênio II, 11º Príncipe de Ligne (1893-1960) e Philippine de Noailles (1898-1991), filha de François de Noailles, 10.º Príncipe de Poix e de Madeleine Dubois de Courval.
Antônio de Ligne e sua família assumiram então a gestão da Beloeil. As ruas que levam à prefeitura são decoradas e ladeadas por arcadas de primavera. As janelas das casas e do castelo exibem as bandeiras da Bélgica e de Ligne A multidão invade a praça principal, a entrada e os relvados do castelo. A procissão é saudada por La Brabançonne . Ostentando uma barba de explorador e vestido com o uniforme dos integrantes da expedição, Antônio de Ligne é recebido pelo prefeito Jean Dulac, políticos municipais, escolares, grupos patrióticos, associações culturais e folclóricas locais, reitor de Beloeil etc.
O lote mais antigo era uma jaqueta de caça faille na cor coral, datada dos anos 1715-1720. A maior parte desse guarda-roupa durou dois séculos, de 1740 a 1940. Sua origem principesca explicava o requinte de cada traje. Esses banheiros estavam pouco gastos. A frescura dos tecidos foi também fruto do cuidado com que foram guardados. Nem todas as moedas foram necessariamente usadas em Beloeil: notas manuscritas ou números bordados indicavam que algumas vieram de legados dos príncipes de Ligne. Um exemplo: o lote 210 consistia em 50 pares de luvas que pertenceram à Princesa de Poix, avó de Antônio, durante o Segundo Império e a Belle Époque.